# Nokia N90

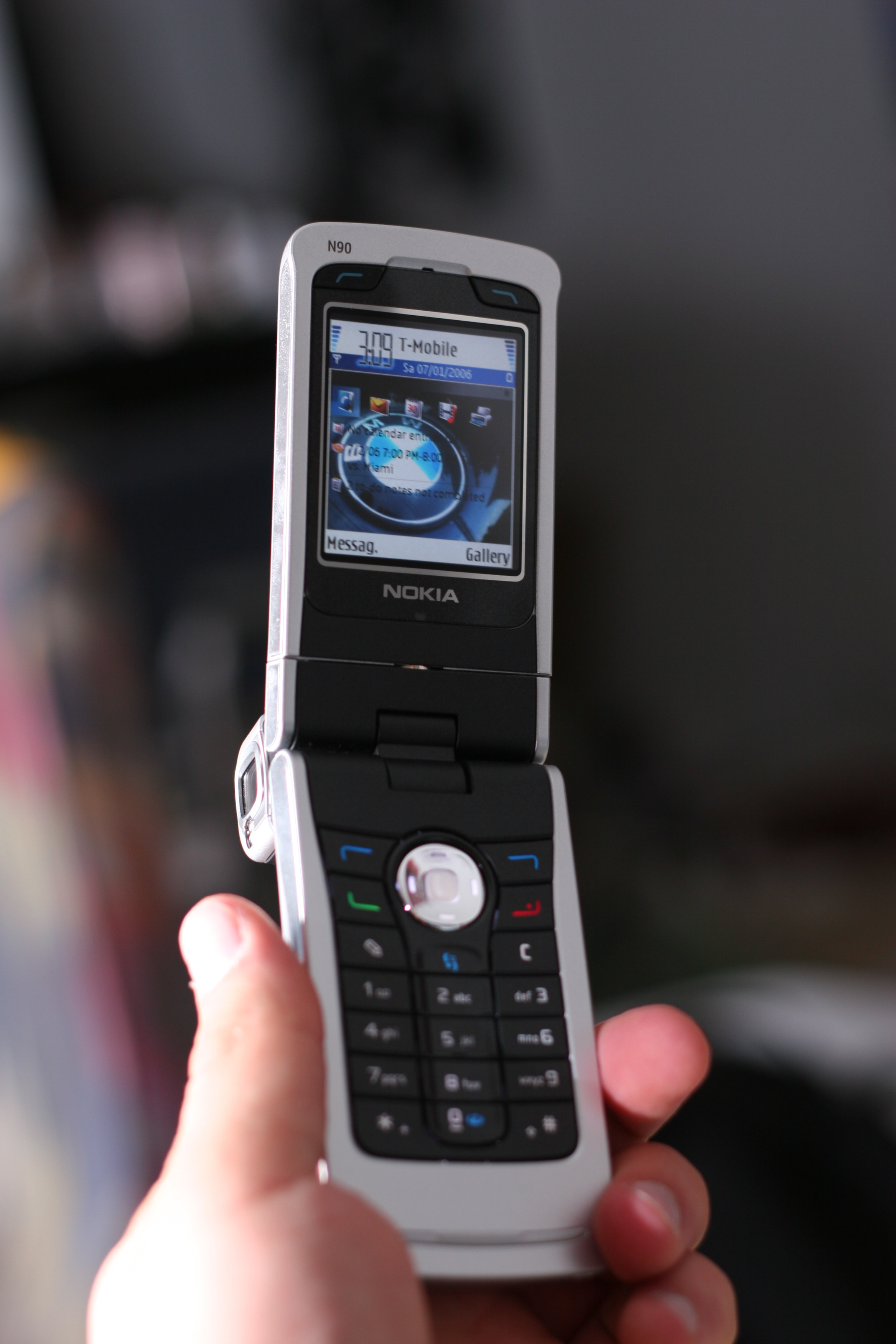
Operando como móvil normal

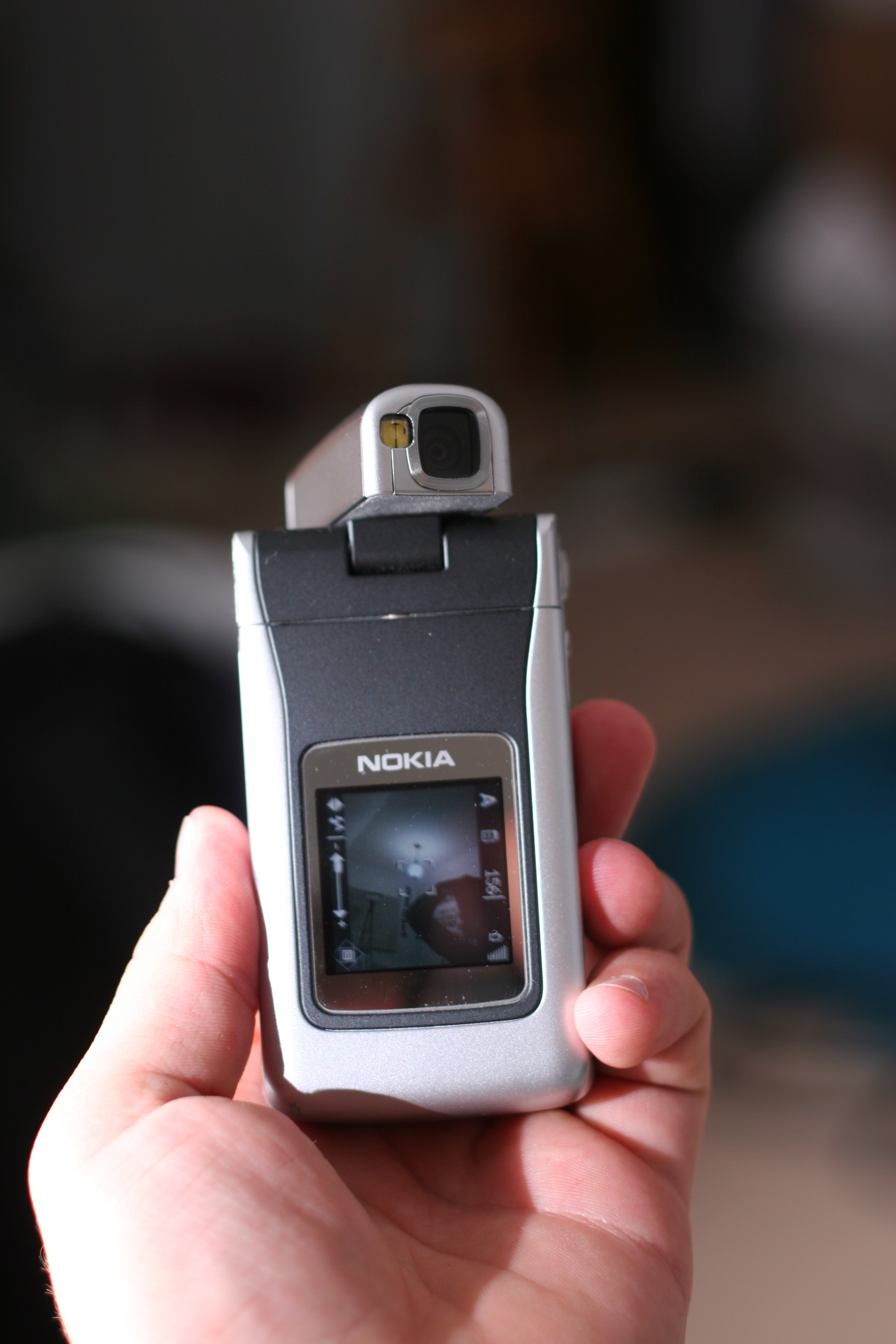
En modo vídeo con la segunda pantalla

El Nokia N90 es un teléfono inteligente distribuido por Nokia,(disponible desde el 2005) correspondiente a la N Series, con dos pantallas y óptica Carl Zeiss en su cámara digital integrada (creada por Konica Minolta) de 2 megapixels con autofocus, zoom digital 20x. Incorpora flash y la habilidad de grabar vídeo de alta calidad a resolución 352x288 en formato de vídeo MPEG-4 con audio en AAC. El teléfono no tiene vibración. La pantalla gira 270 grados para que el teléfono pueda ser utilizado al estilo de las videocámaras.
Usa el sistema operativo Symbian 8.1a en la plataforma Series 60 2nd Edition, Feature Pack 3. Las revisiones recientes incluyen también la versión 2 de la aplicación Lifeblog.
El N90 no tiene disco duro integrado como el Nokia N91 pero incluye 31 MB de memoria flash y normalmente viene con una tarjeta de memoria DV-RS-MMC de 64 MB o 128 MB. Una tarjeta de memoria de 1 GB permite almacenar cuatro horas de vídeo en el teléfono. Nokia continua su reciente tradición de incluir un cable de datos USB con el teléfono.
Comenzó a distribuirse en 2005 en Australia, Singapur e India, y en 2006 en Estados Unidos a un precio de unos 720 dólares.

## Características
- Lanzamiento: 2005
- Tarjeta SIM : Mini Sim (2FF) interna bajo la batería.
- Antena : todas internas.
- Pantalla : TFT LCD de 2,1 pulgadas
- Resolución de pantalla : 352 x 416 píxeles y 18 bits (262144 colores)
- Pantalla secundaria : TFT LCD 128 x 128 píxeles y 16 bits (65536 colores)
- Sistema operativo : Symbian 8.1a en la plataforma Series 60 2nd Edition, Feature Pack 3
- Java: MIDP 2.0 soportado por el sistema operativo. Permite instalar aplicaciones nativas para la Serie 60 o Java (juegos, aplicaciones, etc).
- Memoria RAM : 31 MiB
- Microprocesador : Texas Instruments OMAP 1710, de 32-bit RISC ARM9 a 220 MHz
- Procesador gráfico :
- Bandas 2G : GSM 850/900/1800/1900 MHz (cuatribanda)
- Datos : GPRS Clase 10, EDGE Clase 10 (max 236 kbps down, 118 kbps up), WAP 2.0, WCDMA a 2100 MHz
- Cámara : de 2.0 megapixels con zoom digital 20x, óptica Carl Zeiss, capacidad de grabar vídeo en formato CIF (max. 2 horas de vídeo). Soporte de videollamada.
- Timbres : polifónicos y MP3
- Multimedia : reproductor multimedia Real Player con soporte de ficheros .3gp y .mp4, vídeo MPEG-4, vídeo H.263 y audio AMR, RealMedia (Real Video y Real Audio), MP3 y AAC
- Conectividad
  - Conector Pop-Port en la base con soporte de USB, además de accesorios como auriculares.
  - Inalámbrica : Bluetooth 1.2, GPRS Clase 10, EDGE Clase 10 (max 236kbps down, 118kbps up), WAP 2.0, WCDMA a 2100 MHz
- Batería : interna de Li-ion BL-5B ,3.7 V y 850 mAh
  - Tiempo de espera : hasta 288 horas (12 días)
  - Tiempo de conversación : hasta 3 horas
- Formato : Clamshell / transformable
- Carcasa : plateada con un eje para la cámara digital (en su trasera flash LED y en la superior botón de encendido/apagado), independiente de las dos conchas. En la superior se sitúan las dos pantallas y el altavoz junto a la pantalla interior. En la inferior el keypad telefónico habitual en los Serie 60 y el micrófono. Conectores de alimentación y Pop-Port en el lateral izquierdo. Ranura RS-Multi Media Card en el lateral derecho protegido por una goma.
- Tamaño : 112 mm (4,41 pulgadas) largo x 51 mm (2,01 pulgadas) ancho x 24 mm (0,94 pulgadas) alto
- Peso : 173 g (6,10 onzas)
- Tarjeta de memoria : DV RS-Multi Media Card / MMC-Mobile
- Tasa de absorción específica : 0,5 W/kg
- Mensajes : SMS, MMS
- eMail : POP3 / SMTP IMAP
- Otras prestaciones : Pulsa y habla, lista de llamadas emitidas/recibidas/perdidas, vibración, alarma, calculadora. Navegador del sistema operativo con soporte HTML, XHTML y WML. Suite ofimática Quickoffice

## Revisiones
- InfoSync World (enlace roto disponible en Internet Archive; véase el historial, la primera versión y la última).
- Mobile Review
- 3G.co.uk
- Review of Nokia's Zeiss equipped N90 (enlace roto disponible en Internet Archive; véase el historial, la primera versión y la última).
- Mobique (enlace roto disponible en Internet Archive; véase el historial, la primera versión y la última).